# Eerste Kamerverkiezingen 2019/Kandidatenlijst/PVV
De kandidatenlijst voor de Eerste Kamerverkiezingen van 2019 van de lijst PVV (Partij voor de Vrijheid) (lijstnummer 4) is na controle door de Kiesraad als volgt vastgesteld:
1. Faber M.H.M. (Marjolein) (v), Hoevelaken
2. van Strien G.A. (Gom) (m), Arcen
3. van Hattem A.W.J.A. (Alexander) (m), Vinkel
4. van Kesteren A.J.M. (Ton) (m), Groningen
5. Aardema M. (Max) (m), Drachten
6. van Dijk P. (Peter) (m), Kattendijke
7. Bezaan I.A. (Ilse) (v), Blaricum
8. Veltmeijer E.F. (Erik) (m), Vroomshoop
9. Jansen C.A. (Chris) (m), Almere
10. Uppelschoten N.A. (Nico) (m), Eelde
11. Stöteler T.S.M. (Sebastiaan) (m), Almelo
12. Vlottes E. (Elmar) (m), Apeldoorn
13. van der Kammen P. (Patricia) (v), Tilburg
14. Riezebos C.H. (Cees) (m), Hindeloopen
15. Deen M. (Marco) (m), Zandvoort

VVD · PVV · CDA · D66 · GroenLinks · SP · PvdA · ChristenUnie · Partij voor de Dieren · 50PLUS · SGP · DENK · FVD · Blanco lijst 15 · OSF
2011 · 2015 · 2019 · 2023